# Kanton Marseille-Mazargues
Der Kanton Marseille-Mazargues war von 1982 bis 2015 ein französischer Wahlkreis im Arrondissement Marseille, im Département Bouches-du-Rhône und in der Region Provence-Alpes-Côte d’Azur. Die landesweiten Änderungen in der Zusammensetzung der Kantone brachten im März 2015 seine Auflösung.
Er umfasste Teile des 9. Arrondissements von Marseille mit den Stadtteilen:

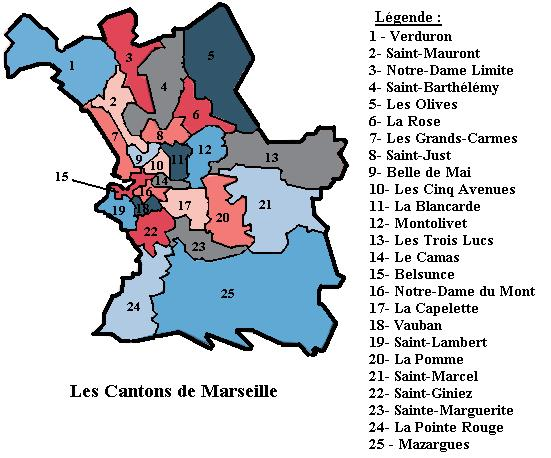
Die Kantonsaufteilung von Marseille bis zum Jahr 2015

- Les Baumettes
- Le Cabot
- Mazargues
- Le Redon
- Sormiou
- Vaufrèges